# Bifurcation de Combronde
La bifurcation de Combronde est une bifurcation de trois branches entre les autoroutes françaises A71 et A89. La bifurcation est située sur la commune de Combronde dans le département du Puy-de-Dôme.

## Directions
- Vers l'ouest, l'autoroute A89 part en direction de Tulle (150 km) et Bordeaux.
- Vers le nord, l'autoroute A71 part en direction de Montluçon (80 km), Bourges et Paris.
- Vers le sud, l'autoroute A71 part en direction de Clermont-Ferrand (25 km), Lyon et Montpellier. On peut également voir sur les panneaux de ce tronçon la mention A89.